# Київський міський пологовий будинок № 1
Київський міський пологовий будинок № 1 — історичний лікувальний комплекс Печерського району міста Києва.
В штаті будинку — близько трьохсот працівників. Усі лікарі мають першу або вищу категорію.

## Історія
Споруджений в 1918 на території старої фортеці. З часу заснування цей пологовий будинок став одним з провідних, поряд з акушерськими клініками Університету св. Володимира, Київського жіночого інституту, акушерсько-гінекологічними відділеннями Київської міської Олександрійської лікарні, міської єврейської лікарні.
Незабаром цей пологовий будинок став провідним центром підготовки професіоналів Київського медичного інституту ім. Богомольця (тепер — Національний медичний університет). Тут працювали такі відомі лікарі й акушери, як В. Хатунцев, А. Зозуля, Олександр Лур'є, Олександр Крупський, Л. Мельник, В. Савицький. Багато років головним лікарем успішно працювала С.І.Ребчинська, а  медичну службу пологового будинку очолював Пейсахович Г.Й.,заслужений лікар України(1995), педагог  і вихованець професійних медичних кадрів.
У 1984 на місці старої будівлі було зведено новий п'ятиповерховий корпус, розрахований на 100 акушерських ліжок. 4 нових пологових зали, три операційні, оновлені одно-і двомісні палати. В 1990 році був реконструйований двоповерховий гінекологічний корпус.
В останні роки відкрилося 8 індивідуальних пологових залів. У 2010 році створено відділення реанімації та інтенсивної терапії новонароджених, розраховане на 4 ліжка. Відділення має обладнання для лікування і виходжування недоношених дітей, дітей з малою масою тіла та доношених дітей з порушенням раннього періоду адаптації, а також для проведення інфузійної терапії, штучної вентиляції легенів, фототерапії, а також апаратура для моніторингу життєво важливих функцій новонародженого.